# Davis sund

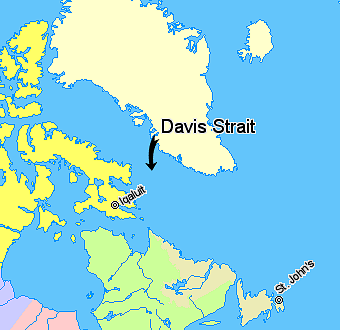
Davis sund på kartan.

Davis sund (engelska: Davis Strait) är ett sund mellan den kanadensiska ön Baffinön och Grönland. Davis Strait sammanlänkar Baffinbukten i norr med Labradorhavet (Atlanten) i syd.

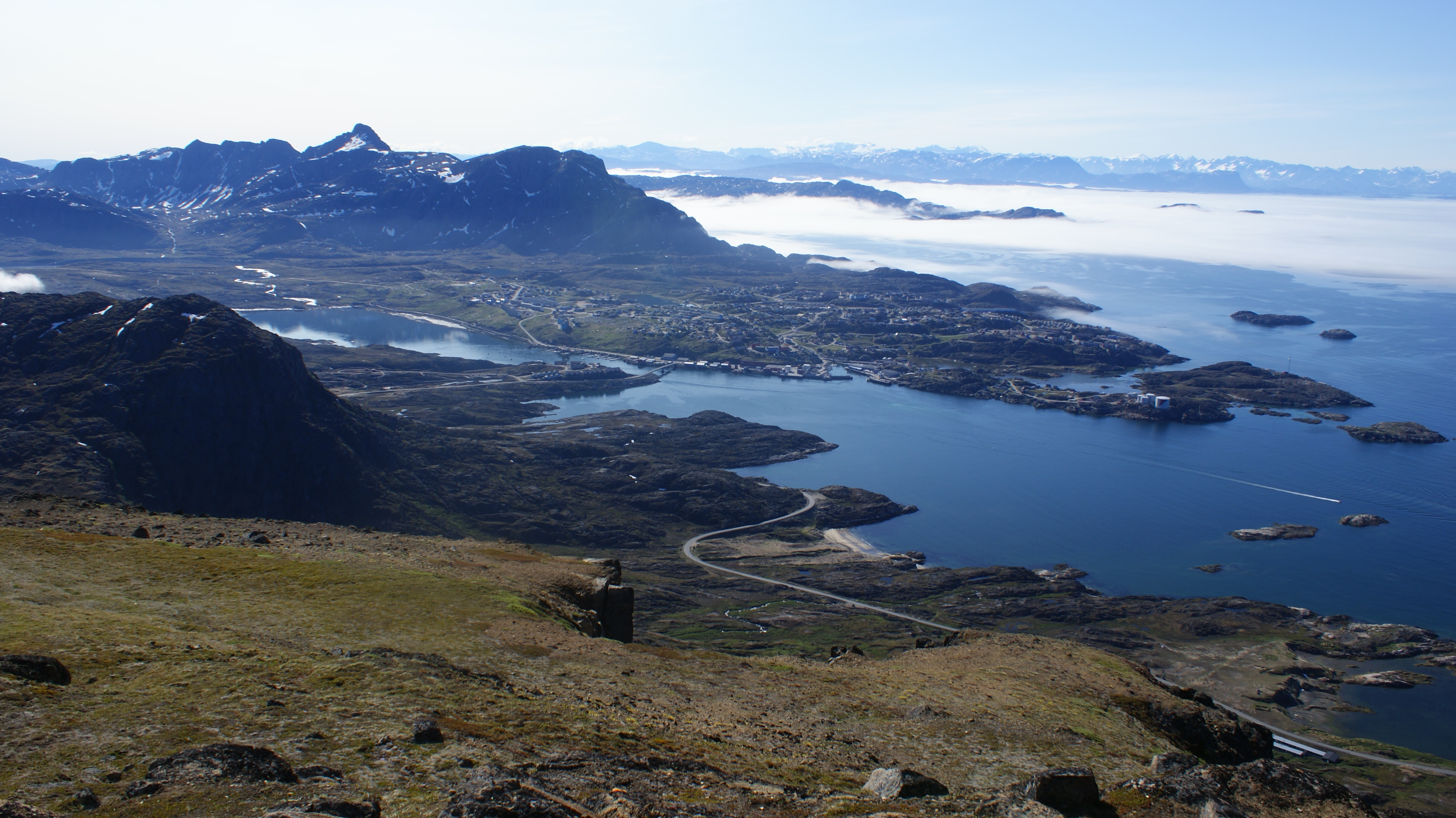
Kusten av Davis sund i västra Grönland

Den engelske sjöfararen John Davis (1550–1605) seglade 1585 för första gången genom sundet som bär hans namn. Dessförinnan hade både den portugisiske upptäcktsresanden Gaspar Corte Real och dennes bror Miguel mystiskt försvunnit i sundet.